# إفلاس شخصي
إفلاس شخصي يسمح القانون في بعض الولايات القضائية، بإعلان إفلاس الفرد. تتميز كل دولة تقريبا ذات نظام قانوني حديث بنوع من أنواع تخفيف أعباء الديون عن الأفراد. يختلف الإفلاس الشخصي عن الإفلاس الشركاتي.

## حسب البلد
عام 2006 الذي أعد معهد إيفو للأبحاث الاقتصادية في ميونيخ تقريرا حول المقارنة بين حالات الإفلاس الشخصي الدولي في بلدان منظمة التعاون الاقتصادي والتنمية المختارة. 

#### الولايات المتحدة
في الولايات المتحدة، يتم تطبيق نفس فصول قانون الإفلاس في كل من حالات الإفلاس الشخصي والشركاتي. معظم الأفراد الذين يدخلون في الإفلاس يفعلون ذلك بموجب الفصل 13 (خطة "إعادة التنظيم") أو الفصل 7 (تصفية أصول المدين). في حالات نادرة، يتم تنفيذ إجراءات الإفلاس الشخصي بموجب الفصل 11. الهدف النهائي للإفلاس الشخصي، من وجهة نظر المدين، هو الحصول على الإعفاء.
في عام 2008، كان أكثر من 96% من جميع حالات الإفلاس غير تجارية وحوالي ثلثيها كانت حالات من الفصل السابع. على الرغم من أن الأسباب الفردية للإفلاس معقدة ومتعددة الأوجه، فإن معظم حالات الإفلاس الشخصية تنطوي على فواتير طبية كبيرة. عادة ما يتم تقديم حالات الإفلاس الفردية بموجب الفصل 7 أو الفصل 13. وفقًا للمعهد الأمريكي للإفلاس، في عام 2017، انتهت 38.8% من حالات الإفلاس بموجب الفصل 13 بالرفض. في الربع الأول من عام 2020، كان هناك 175,146 حالة إفلاس فردية في الولايات المتحدة. حوالي 66.5% من هذه الحالات كانت مرتبطة بشكل مباشر بالمشاكل الطبية.

#### كندا
المفهوم الأساسي للإفلاس في كندا يتمثل في أن الفرد يتخلى عن جميع ممتلكاته لصالح أمين الإفلاس مقابل إعفائه من ديونه غير المضمونة.
تختلف إجراءات الإفلاس الشخصي حسب المقاطعة أو الإقليم، حيث قد يُسمح للأفراد في بعض المناطق بالاحتفاظ ببعض الممتلكات المعفاة من المصادرة. تتضمن الممتلكات المعفاة عادة الملابس، والأثاث، والأجهزة المنزلية، والمركبات، والمساعدات الطبية، والأجهزة التعويضية، والمنزل، والميراث العائلي، وبعض أنواع التأمين. بشكل عام، تُعفى الممتلكات الضرورية للحياة اليومية للمدين. وعلى الرغم من أن الإفلاس يتيح التخلص من معظم الديون، إلا أنه يترك أثرًا سلبيًا على قدرة الفرد على الحصول على الائتمان مستقبلاً.
تتحدد تكلفة الإفلاس الشخصي في كندا بناءً على الدخل الشهري للأسرة، وعدد أفرادها، وأصولها مثل خطط التقاعد المسجلة. ومن بين البدائل المتاحة للإفلاس الشخصي هناك "اقتراح المستهلك" أو خيار "توحيد الديون". بغض النظر عن الخيار المختار، يمكن للأفراد عادة الحصول على استشارة مجانية من أمين الإفلاس لمساعدتهم في اتخاذ القرار المناسب.

#### إسرائيل
الإفلاس الشخصي في إسرائيل يخضع لقانون الإفلاس وإعادة التأهيل لعام 2018. يتم التعامل مع القضايا التي تقل قيمتها عن 150 ألف شيكل بواسطة هيئة التنفيذ والتحصيل، بينما تُدار القضايا التي تتجاوز هذا المبلغ من قبل المتلقي الرسمي (مفوض الإفلاس)، مع إمكانية إحالتها إلى المحكمة عند الحاجة لقرارات متعلقة بمسائل أكثر تعقيدًا.عند صدور أمر ببدء إجراءات الإفلاس، يُعيَّن أمين للإشراف على المدين، ويبدأ تحقيق شامل يستمر حوالي 12 شهرًا لتقييم الوضع الاقتصادي للمدين وسلوكه المالي. بناءً على نتائج هذا التحقيق، يتم وضع خطة سداد تُحدد مدتها عادةً بثلاث سنوات. ومع ذلك، تحتفظ المحكمة بالحق في تعديل مدة السداد استنادًا إلى ظروف كل حالة. وفي الحالات التي لا يستطيع فيها المدين إثبات القدرة على السداد، قد يحصل على إعفاء فوري.
منذ عام 1996، أصبح قانون الإفلاس الشخصي في إسرائيل أكثر مرونة تجاه المدينين، مما يجعله قريبًا من النظام الأمريكي في تقديم الحماية والدعم لأولئك الذين يواجهون صعوبات مالية.